# Pucangan (Kartasura)
Pucangan is een bestuurslaag in het regentschap Sukoharjo van de provincie Midden-Java, Indonesië. Pucangan telt 12.753 inwoners (volkstelling 2010).